# Лучкіна Любов Миколаївна
Любов Миколаївна Лучкіна (нар. 12 листопада 1951, тепер Російська Федерація) — українська радянська діячка, бригадир садівничої бригади радгоспу-заводу «Золоте поле» Кіровського району Кримської області. Депутат Верховної Ради УРСР 11-го скликання.

## Біографія
Освіта середня спеціальна.
З 1969 року — учениця стернярки Брянського машинобудівного заводу РРФСР.
З 1974 року — робітниця, з 1981 року — бригадир садівничої бригади радгоспу-заводу «Золоте поле» Кіровського району Кримської області.
Член КПРС з 1979 року.
Потім — на пенсії в селі Відродження Кіровського району Автономної Республіки Крим.

## Нагороди
- ордени[джерело?]
- медалі|  | Цей розділ потребує доповнення. |